# Blombachtalbrücke
Die Blombachtalbrücke ist eine Straßenbrücke mit hoher verkehrlicher Bedeutung in Wuppertal.

## Lage
Sie liegt im Osten der Stadt Wuppertal etwa zwei Kilometer nordöstlich von Ronsdorf und 4,5 Kilometer südlich von Barmen. Die Bogenbrücke überspannt das Tal des Blombachs und überbrückt die in diesem Bereich mittlerweile dreispurig ausgebaute Bundesautobahn 1 (A 1), sowie die Bahnstrecke Wuppertal-Oberbarmen–Opladen.

## Verkehrsanbindung
Über die Brücke verläuft in jede Richtung einspurig die Parkstraße (Landesstraße 419), die Lichtscheid mit der Landesstraße 58 (ehemals Bundesstraße 51) bei Ronsdorf-Linde und weiter mit der A 1 verbindet.

## Technische Daten
Die Gesamtstützweite der 10-feldrigen Brücke beträgt 15,5 m + 3 × 16,0 m + (4 × 15,3 m + 2 × 13,8 m + 4 × 15,3 m) = 150 m + 16,0 m + 19,0 m + 2 × 16,0 m + 15,5 m = 296,0 m. Die maximale Höhe über Grund beträgt 50,0 m bei einem Bogenstich von 27,0 m. Der eingespannte Bogen mit einer Stützweite von 150,0 m ist ein dreizelliger 11,3 m breiter Hohlkasten aus Stahlbeton. Der aufgeständerte Überbau hat eine Breite von 14,7 m und ist ein  vierzelliger Hohlkasten aus Stahlbeton.

## Geschichte

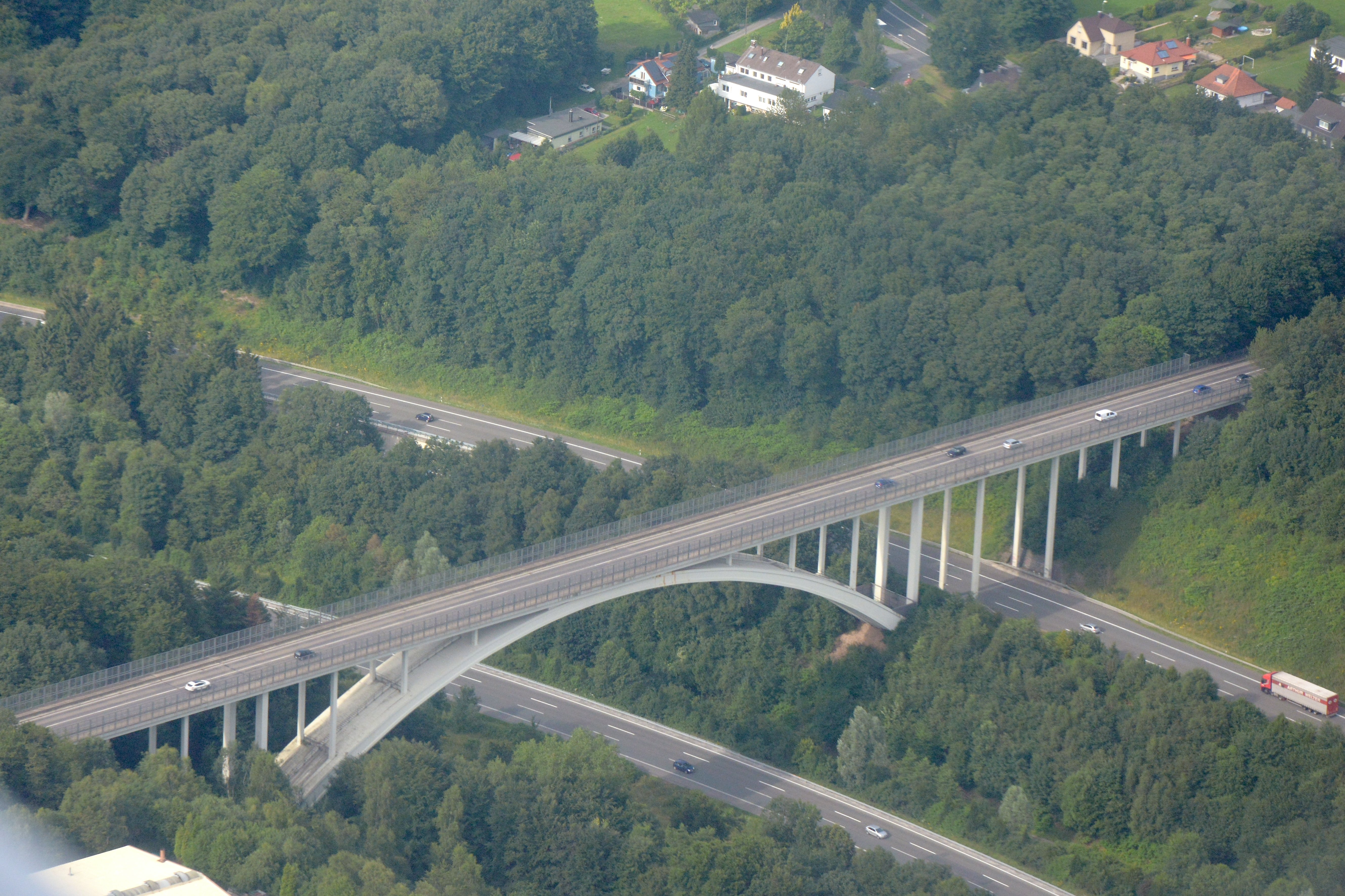
Luftbild

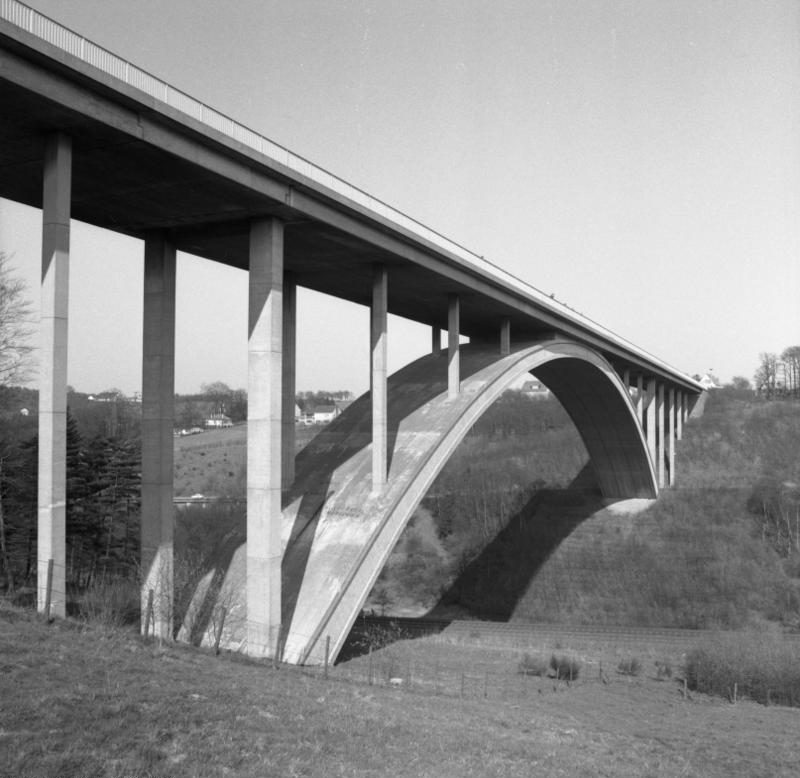
Blombachtalbrücke, 1967

Die Brücke wurde in den Jahren 1957–1959 nach einem Entwurf von Hellmut Homberg in Zusammenarbeit mit Josef Pirlet unter architektonischer Beratung von Gerd Lohmer von der Beton- und Monierbau erbaut und am 15. Oktober 1959 eingeweiht. Aus Verärgerung über das ausbleibende Richtfest errichteten die Arbeiter am 7. August 1959 einen Galgen, an dem sie eine Strohpuppe aufhängten.
Die Brücke war bis zur Fertigstellung der Neckarburgbrücke fast 20 Jahre lang die Stahlbetonbogenbrücke mit der größten Stützweite in Deutschland. Das Bauwerk hat die Verbindung der Wuppertaler Südhöhen mit der Bundesautobahn 1 und der ehemaligen Bundesstraße 51 (heute Landesstraße 58) deutlich verkürzt. Mittlerweile ist geplant, die L 419 über einen direkten Abstieg (L 419 neu) unmittelbar mit der A 1 zu verbinden, so dass dann die Blombachtalbrücke nur noch von lokaler Bedeutung wäre.

## Besonderheit
Die Brücke wurde seit Fertigstellung oftmals für Suizide genutzt, so dass sie mit entsprechender Vergitterung abgesichert wurde.